# Arrel quadrada de 2

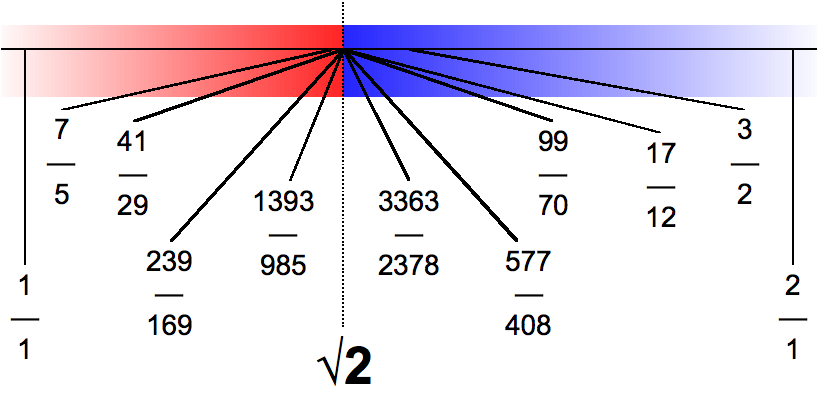
L'arrel quadrada de 2 (la línia dels nombres no està a escala)

L'arrel quadrada de 2 (o constant pitagòrica) anotada com {\displaystyle {\sqrt {2}}} és definit com l'únic nombre algebraic positiu que, multiplicat per si mateix, dona el nombre 2, altrament dit, √2 × √2 = 2. És un nombre irracional, que té un valor aproximat de:
{\displaystyle {\sqrt {2}}\approx 1{,}414213562373095048801688724209698078569\dots }.
El càlcul del valor aproximat de √2 ha estat un problema matemàtic durant segles. Aquesta recerca ha permès perfeccionar els algorismes de càlcul d'extracció d'arrels quadrades. En informàtica, han servit per optimitzar dels algoritmes en la reducció del temps de càlcul i el consum de memòria.
La longitud d'√2 pot ser construïda geomètricament de diverses maneres: per exemple, com la diagonal d'un quadrat de costat la unitat, que és la hipotenusa d'un triangle rectangle isòsceles, val √2 segons el teorema de Pitàgores.

La hipotenusa d'un triangle rectangle isòsceles de costat 1 val √2

Representació numèrica d'√2

Amb l'aproximació es pot conèixer un gran nombre de xifres decimals d'aquest número

L'arrel de dos, també és anomenada constant de Pitàgores en honor del filòsof i matemàtic grec Pitàgores (582 aC - 496 aC), va ser estudiada des de fa molt temps pels babilònics, experts en qüestions de segon grau i disposaven d'un algoritme d'aproximació precís. Des de l'Escola de Pitàgores, els grecs del segle v aC i del segle IV aC l'estudien per tal d'entendre millor la incommensurabilitat, concepte equivalent al d'irracionalitat que es coneix actualment. Van trobar fins a tres demostracions diferents de la irracionalitat del nombre, que van conduir a diversos avenços, com el desenvolupament del raonament per l'absurd, el mètode del descens infinit o l'antifèresi, un algoritme comparable a la fracció contínua actual. Per als grecs, ni les fraccions ni els nombres irracionals són nombres. Aquest pas es va donar pels matemàtics àrabs, en el que va ser l'inici a l'àlgebra.
Aquest nombre intervé en diverses aplicacions de la vida quotidiana:
- Per les seves propietats geomètriques, és present en un gran nombre d'obres arquitectòniques. Un exemple d'elles és la Sala Hipòstila del Park Güell de Barcelona, obra de l'arquitecte Antoni Gaudí, on la raó entre la distància entre dues columnes no seguides entre la distància de dues columnes consecutives és igual a l'arrel de dos.
- En astrofísica s'obté que la velocitat mínima que un cos necessita per poder escapar de l'atracció de la gravetat entre la velocitat d'un cos en una òrbita circular és igual a l'arrel de dos.
- Els fulls de paper de format internacional (ISO 216) tenen una proporció entre la llargària i l'amplada igual a l'√2.
- En música, la raó entre les freqüències de la Quarta augmentada de l'escala temperada val √2.
- En electricitat, la tensió màxima del corrent altern monofàsic domèstic val √2 de la tensió eficaç indicada (generalment 110 o 230 V).
- En fotografia, la sèrie de valors d'obertura del diafragma són valors aproximats d'una progressió geomètrica de raó igual a √2.

## Història

### Període babilònic antic

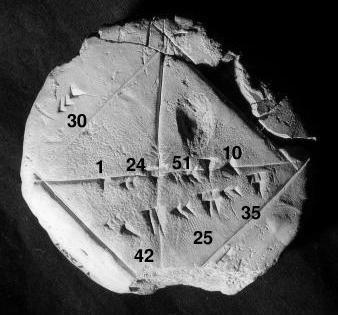
La tauleta babilònica d'argila YBC 7289 amb anotacions. A part de mostrar l'arrel quadrada de 2 en sexagesimal (1 24 51 10), la tauleta també dona un exemple en què el costat del quadrat val 30 i la diagonal llavors val 42 25 35. El dígit sexagesimal 30 també pot significar 1/2, en tal cas 42 25 35 és aproximadament 0,7071065

La cultura matemàtica babilònica va ser, sobretot, algorítmica. Disposava d'un sistema de numeració en notació posicional. Algunes tauletes, com la BM 13901, mostren una bona coneixença de les equacions de segon grau, probablement tractades a partir de mètodes geomètrics simples. Per tal de disposar de mètodes de resolució, els babilonis sabien calcular aproximacions d'arrels quadrades. La tauleta YBC 7289, redactat en el primer terç del segon mil·lenni abans de Crist, dona una aproximació de l'arrel de dos, interpretada com la raó entre la diagonal d'un quadrat i el costat, sota la forma següent:
Aquesta escriptura correspon a la millor aproximació possible d'√2 amb quatre xifres significatives en numeració babilònica (sexagesimal, de base 60).
{\displaystyle 1+{\frac {24}{60}}+{\frac {51}{60^{2}}}+{\frac {10}{60^{3}}}=1,41421{\overline {296}}}.
L'aproximació és precisa a la mil·lionèssima. Denota la coneixença d'un algoritme d'aproximació de l'arrel quadrada, però s'ignora de quin. Podria tractar-se del mètode d'Heró, encara avui en dia un dels més eficaços.
Una altra aproximació antiga a aquest nombre irracional es dona a l'Antiga Índia en el text matemàtic Baudhaiana-sulba-sutra (d'entre el 600 i el 300 aC) que diu: incrementa la longitud (del costat) per la seva tercera part, i la seva tercera per les seves tres quartes i la seva tercera per la seva trenta-quatrena part de quatre. És a dir:
{\displaystyle 1+{\frac {1}{3}}+{\frac {1}{3\cdot 4}}-{\frac {1}{3\cdot 4\cdot 34}}={\frac {577}{408}}\approx 1,414215686.}

### Grècia antiga
Els matemàtics de l'antiga Grècia van descobrir i demostrar la irracionalitat de l'arrel de 2, en una època que resulta difícil de determinar, a tot tardar en les primeres dècades del segle IV aC i sembla que no abans del segle v aC. Però ells no el van expressar mai d'aquesta forma, com a nombre √2, sinó com una raó (en el sentit de proporció) entre la diagonal i el costat d'un quadrat. I van mostrar com les dues mesures són incommensurables, és a dir, que no es pot trobar un segment unitat, per petit que sigui, que permeti mesurar de manera exacta les dues magnituds.
El descobriment de la irracionalitat, la data, les circumstàncies que van conduir a ella, les seves conseqüències, la naturalesa de les primeres demostracions,... tot això ha generat molt treball entre els historiadors, però no han estat capaços d'arribar a un consens.
No existeixen evidències arqueològiques anàlogues a les tauletes babilòniques pel cas dels matemàtics de l'Antiga Grècia, però sí que s'han trobat textos transmesos per tradició, per còpia i recòpia. Els més antics que han sortit a la llum daten del segle iv aC. Entre aquestes obres, en què les matemàtiques no són l'objectiu principal, hi trobem els treballs de Plató i els d'Aristòtil.

#### Plató i Aristòtil
En un passatge molt conegut del Menó, Plató posa en escena Sòcrates fent descobrir un jove esclau la duplicació d'un quadrat, mitjançant la construcció d'un quadrat sobre la diagonal de l'original. Sòcrates vol convèncer Ménon que el jove esclau troba un coneixement que ja és en ell mateix (mitjançant la tècnica retòrica coneguda com la maièutica). David Fowler, matemàtic historiador de la matemàtica anglès, data el text al 385 aC i el considera també la primera prova material directa de la pràctica de la matemàtica grega.
La primera menció coneguda de la incommensurabilitat és igualment deguda a Plató, en una obra més tardana, el Teetet, on descriu Teodor de Cirene exposant allò que correspon a la irracionalitat de les arrels quadrades dels nombres del 3 al 17 que no són quadrats perfectes. Es dedueix d'aquest passatge que la irracionalitat de l'√2 ja era coneguda a l'època en què Plató va escriure, i fins i tot durant els anys en què es creu que Théodore s'hauria dedicat a la docència, les primeres dècades del segle IV aC.
A l'Organon, Aristòtil agafa com a exemple la reducció a l'absurd que el condueix a la incommensurabilitat de la diagonal, i precisa (en dues ocasions) que la hipòtesi de la commensurabilitat condueix al fet contradictori que un nombre parell és igual a un nombre imparell. La indicació és poc precisa, però es tracta igualment del primer a tenir una demostració.

#### Euclides
En el llibre Elements, d'Euclides, el primer tractat de matemàtiques que ens ha arribat escrit al voltant de l'any 300 aC, el tractament de la incommensurabilitat ja és bastant elaborat. Aquest tema és definit i tractat en el llibre X, i la proposició 2 en dona caracterització a partir d'un procediment de subtraccions iteratives, l'antifèresi, procediment que avui es coneix com l'algorisme d'Euclides (una divisió es pot considerar una sèrie de subtraccions) en l'aritmètica i la fracció contínua en els nombres reals. Una longitud és incommensurable mentre hi hagi residu, el procediment continua indefinidament. La proposició 9 permet establir una relació amb les propietats aritmètiques tractades en els llibres VII i VIII. Algunes edicions antigues del llibre X que presenten en un apèndix una proposició (de vegades enumerat 117) que tracta directament de la irracionalitat de l'arrel de dos (de la incommensurabilitat de la raó entre la diagonal d'un quadrat i el seu costat), aportant un argument de paritat i un de descendència infinita. Però aquest article no s'integra en la resta del text, és per això que es creu que ha estat afegit per un interès històric, molt possiblement després d'Euclides. Sembla ser posterior a una altra demostració, sempre basant-se en un argument de paritat donat en un dels passatges d'Aristòtil citat aquí sota per Alexandre d'Afrodísies el segle ii, el més antic i complet que ens ha arribat amb data (de la incommensurabilitat de la diagonal d'un quadrat respecte al seu costat).

#### Hipòtesis i reconstruccions
El que es pot saber sobre el descobriment de la irracionalitat depèn, més enllà dels Elements, dels fragments de textos antics d'autors posteriors, en particular d'una història d'un alumne d'Aristòtil, Eudem de Rodes i més generalment de textos històrics tardans, la fiabilitat dels quals no és bona.
També hi ha diverses teories pel que fa al context i les causes del descobriment de la incommensurabilitat. Pel que fa a les seves primeres manifestacions, els historiadors es limiten a reconstruir-les d'una manera coherent segons coneixements que se suposen d'aquella època. Aquestes reconstruccions especulatives, desenvolupades a finals del segle xix i principis del xx, estan lluny de coincidir i han obert sempre el debat.

### Sobre √2

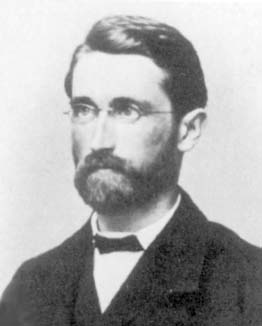
Richard Dedekind proposa una construcció rigorosa dels nombres reals a finals del Segle XIX.

La història de l'arrel de dos es confon llavors amb la de l'arrel quadrada i més generalment amb la dels irracionals. Es pot resumir en les següents línies.
Els grecs concebien el que nosaltres anomenem nombres racionals o reals com a proporcions, no com a nombres. La feblesa dels conceptes apareix en igualtats com √2 x √3 = √6. Per als grecs, no és demostrable: √2 x √3 designa una proporció entre àrees i √6 no pertany al món de les àrees. El quadrat d'una superfície no existeix per als grecs.
La cultura matemàtica aràbiga de l'antiguitat és l'origen del següent progrés. A principis del segle ix, el persa Muhàmmad ibn Mussa al-Khwarazmí desenvolupa els conceptes d'equació i d'incògnita. Aquests descobriments de vegades són considerats com el naixement de l'àlgebra, i van conduir gradualment a la idea de donar un estatus de nombre a les fraccions i les proporcions incommensurables. Les propietats algèbriques de les arrels quadrades són establides. Omar Khayyam desenvolupa en el segle xi una teoria on les proporcions són nombres, encara que els incommensurables encara són considerats impropis. Europa n'assimila les nocions tardanament, al segle XVI], període de polèmica sobre si els incommensurables mereixen tenir l'estatus de nombre. És en aquesta època que l'ús del símbol √ es consolida.
Construir un univers de nombres en què la igualtat √2 x √3 = √6 sigui demostrada rigorosament no és fàcil. Aquesta construcció apareixerà tardanament de la mà de Dedekind, l'any 1876.

## Propietats
L'arrel quadrada de dos té diverses propietats que la fan notable, tan geomètricament com algebraica. Des del punt de vista geomètric, apareix en primer lloc com a raó de proporció entre la diagonal i el costat d'un quadrat. Quant a les seves propietats algebraiques, és sovint definida com l'única arrel positiva solució de l'equació polinòmica de segon grau següent:
{\displaystyle x^{2}-2=0}
on la segona solució de l'equació és -√2.
A continuació es mostren altres propietats de la constant.

### Representació en fracció contínua
L'arrel quadrada de dos està relacionada amb un cert nombre de representacions en fracció contínua periòdica diferents. De manera general, segueixen la següent representació:
{\displaystyle b{\sqrt {2}}-a={\cfrac {-k}{2a+{\cfrac {-k}{2a+{\cfrac {-k}{2a+\ddots }}}}}}\,}
amb a² − 2b² = k, i amb a i b nombres enters estrictament positius. En el cas particular en què a=1, b=1 i k=-1, es té la següent representació:
{\displaystyle \!\ {\sqrt {2}}=1+{\cfrac {1}{2+{\cfrac {1}{2+{\cfrac {1}{2+\ddots }}}}}}.}
De manera més general, es pot calcular la representació en fracció contínua d'una arrel qualsevol emprant la següent identitat:
{\displaystyle {\sqrt {x}}=1+{\cfrac {x-1}{2+{\cfrac {x-1}{2+{\cfrac {x-1}{2+{\ddots }}}}}}}}
que prové de la identitat:
{\displaystyle {\sqrt {x}}=1+{\frac {x-1}{1+{\sqrt {x}}}}}

### Expansió d'Engel
L'expansió d'Engel d'un nombre x és l'única seqüència de nombres enters positius no decreixent {\displaystyle \{a_{1},a_{2},a_{3},\dots \}} tal que:
{\displaystyle x={\frac {1}{a_{1}}}+{\frac {1}{a_{1}a_{2}}}+{\frac {1}{a_{1}a_{2}a_{3}}}+\cdots .\;}
Kraaikamp i Wu (2004) van descobrir que l'expansió d'Engel també es pot expressar com una fracció contínua ascendent del tipus:
{\displaystyle x={\frac {\displaystyle 1+{\frac {\displaystyle 1+{\frac {\displaystyle 1+\cdots }{\displaystyle a_{3}}}}{\displaystyle a_{2}}}}{\displaystyle a_{1}}}.}
L'expansió d'Engel de l'arrel quadrada de dos és la següent:
{\displaystyle {\sqrt {2}}=[1,3,5,5,16,18,78,102,120,\dots ]}

### Desenvolupament en producte infinit
La identitat cos(π/4) = sin(π/4) = 1/√2 és la representació en producte infinit del sinus i del cosinus porten als desenvolupaments següents:
{\displaystyle {\sqrt {2}}=2\prod _{k=0}^{\infty }{\frac {(4k+1)(4k+3)}{(4k+2)^{2}}}=2\left(1-{\frac {1}{4}}\right)\left(1-{\frac {1}{36}}\right)\left(1-{\frac {1}{100}}\right)\cdots }
{\displaystyle {\sqrt {2}}=\prod _{k=0}^{\infty }{\frac {(4k+2)^{2}}{(4k+1)(4k+3)}}=\left({\frac {2\cdot 2}{1\cdot 3}}\right)\left({\frac {6\cdot 6}{5\cdot 7}}\right)\left({\frac {10\cdot 10}{9\cdot 11}}\right)\left({\frac {14\cdot 14}{13\cdot 15}}\right)\cdots }
L'últim producte es pot escriure de manera equivalent:
{\displaystyle {\sqrt {2}}=\prod _{k=0}^{\infty }\left(1+{\frac {1}{4k+1}}\right)\left(1-{\frac {1}{4k+3}}\right)=\left(1+{\frac {1}{1}}\right)\left(1-{\frac {1}{3}}\right)\left(1+{\frac {1}{5}}\right)\left(1-{\frac {1}{7}}\right)\cdots .}

### Desenvolupament en sèries de Taylor
El número també pot ser donat en forma de sèrie utilitzant el desenvolupament de Taylor d'una funció trigonomètrica avaluada en {\displaystyle \left({\pi }/{4}\right)}, com es mostra a continuació:
{\displaystyle {\frac {1}{\sqrt {2}}}=\sum _{k=0}^{\infty }{\frac {(-1)^{k}\left({\frac {\pi }{4}}\right)^{2k}}{(2k)!}}.}
{\displaystyle {\frac {1}{\sqrt {2}}}=\sum _{k=0}^{\infty }{\frac {(-1)^{k}\left({\frac {\pi }{4}}\right)^{2k+1}}{(2k+1)!}}.}
També es pot trobar el valor avaluant la funció {\displaystyle y={\sqrt {1+x}}} en x=1:
{\displaystyle {\sqrt {2}}=1+\sum _{k=1}^{\infty }(-1)^{k+1}{\frac {\prod _{0<n<k}(2n-1)}{\prod _{n=1}^{n=k}(2n)}}=1+{\frac {1}{2}}-{\frac {1}{2\cdot 4}}+{\frac {1\cdot 3}{2\cdot 4\cdot 6}}-{\frac {1\cdot 3\cdot 5}{2\cdot 4\cdot 6\cdot 8}}+\cdots .}
La convergència d'aquesta última sèrie pot ser accelerada mitjançant una transformació d'Euler per donar:

{\displaystyle {\sqrt {2}}=\sum _{k=0}^{\infty }{\frac {(2k+1)!}{(k!)^{2}2^{3k+1}}}={\frac {1}{2}}+{\frac {3}{8}}+{\frac {15}{64}}+{\frac {35}{256}}+{\frac {315}{4096}}+{\frac {693}{16384}}+\cdots .}

### Grau algebraic i grau d'irracionalitat
L'arrel quadrada de dos és un nombre algebraic de grau 2, anomenat també enter quadràtic, en ser solució de l'equació polinòmica de segon grau a coeficients enters x² − 2 = 0 i de monomi dominant amb coeficient igual a 1 (anomenat habitualment polinomi mònic. No és solució, però, de cap equació de primer grau a coeficients enters, atesa la seva irracionalitat. Se sap, doncs, que és difícilment aproximable per una sèrie racional de tipus pn/qn; segons el teorema de Roth, en el millor dels casos l'error és de l'ordre de:
{\displaystyle \left|{\sqrt {2}}-{\frac {p_{n}}{q_{n}}}\right|\sim {\frac {1}{{q_{n}}^{2}}}}
Com per tot nombre algebraic irracional, la seva mesura d'irracionalitat és 2. La mesura d'irracionalitat (μ) d'un nombre denota quant pròxima és l'aproximació que es pot fer a un nombre irracional com a quocient entre dos nombres racionals. És el valor de l'exponent en el denominador de l'expressió següent:
{\displaystyle 0<\left|x-{\frac {p}{q}}\right|<{\frac {1}{q^{\mu }}}}

### Normalitat
La normalitat és una propietat que es basa en la distribució de les xifres del desenvolupament decimal d'un nombre irracional. Es dona quan totes les xifres del 0 al 9 apareixen en el desenvolupament i amb la mateixa freqüència. Quant a l'arrel de 2, s'ignora si és normal només en el sistema decimal o si ho és també en totes les altres bases de numeració.

### En geometria

La distància entre dos costats oposats d'un octàgon regular de costat la unitat té un valor d'1 més l'arrel de dos (nombre platejat).

A més de ser la raó de proporció entre la diagonal d'un quadrat i el seu costat també apareix en altres polígons. En un octàgon regular, tots els costats i angles del qual són iguals, els costats s'uneixen formant un angle de 135°. L'àrea de l'octàgon regular de costat a és:
{\displaystyle A=2a^{2}\cot {\frac {\pi }{8}}=2(1+{\sqrt {2}})a^{2}\simeq 4.82843a^{2}}
A més, i de manera trivial, també és la relació entre la hipotenusa i el catet d'un triangle isòsceles rectangle.
Un pentadecàgon (polígon de 15 costats) regular té angles interiors de 156° i amb una aresta de longitud a, la seva àrea val:
{\displaystyle A={\frac {15a^{2}}{8}}\left({\sqrt {3}}+{\sqrt {15}}+{\sqrt {2}}{\sqrt {5+{\sqrt {5}}}}\right)\simeq 17.6424\,a^{2}.}
Un hexadecàgon (polígon de 16 costats) regular de costat a té una àrea igual a:
{\displaystyle A=4a^{2}\cot {\frac {\pi }{16}}=4a^{2}({\sqrt {2}}+1)({\sqrt {4-2{\sqrt {2}}}}+1)}
Com que el nombre de costats de l'hexadecàgon és una potència de dos, la seva àrea pot ser expressada amb termes del radi de la seva circumferència circumscrita r a través de la fórmula de Viète:
{\displaystyle A=r^{2}\cdot {\frac {2}{1}}\cdot {\frac {2}{\sqrt {2}}}\cdot {\frac {2}{\sqrt {2+{\sqrt {2}}}}}=4r^{2}{\sqrt {2-{\sqrt {2}}}}.}
Un icositetràgon (polígon de 24 costats) regular de costat a té una àrea de:
{\displaystyle A=6a^{2}\cot {\frac {\pi }{24}}={6}a^{2}(2+{\sqrt {2}}+{\sqrt {3}}+{\sqrt {6}}).}
També apareix en poliedres regulars. En un tetràedre de longitud d'aresta a, la distància entre dues arestes paral·leles és:
{\displaystyle l={1 \over {\sqrt {2}}}\,a\,}
El volum de la figura val:
{\displaystyle V={1 \over 3}A_{0}h={{\sqrt {2}} \over 12}a^{3}={a^{3} \over {6{\sqrt {2}}}}\,}
L'angle cara-vèrtex-aresta val:
{\displaystyle \arccos \left({1 \over {\sqrt {3}}}\right)=\arctan({\sqrt {2}})} (aproximadament 54.7356°)
L'angle format entre dues cares a l'aresta del tetràedre val:
{\displaystyle \arccos \left({1 \over 3}\right)=\arctan(2{\sqrt {2}})\,}(aproximadament 70,5288°)
L'angle al centre format pels vèrtexs val:
{\displaystyle \arccos \left({-1 \over 3}\right)=2\arctan({\sqrt {2}})\,}(aproximadament 109,4712°)
D'altra banda, en un octàedre regular de costat a, el radi de l'esfera circumscrita (aquella esfera que toca tots els vèrtexs de l'octàedre) val:
{\displaystyle r_{u}={\frac {a}{2}}{\sqrt {2}}\approx 0,7071067\cdot a}
I el volum del cos val:
{\displaystyle V={\frac {1}{3}}{\sqrt {2}}a^{3}\approx 0.471404521a^{3}}

### Fórmula de Viète
L'arrel quadrada de dos apareix en la fórmula de Viète per π:
{\displaystyle 2^{m}{\sqrt {2-{\sqrt {2+{\sqrt {2+\cdots +{\sqrt {2}}}}}}}}\to \pi \quad {\text{ quan }}m\to \infty \,}
per m arrels quadrades i tan sols un signe negatiu (el primer).
Similar en aparença, però amb un nombre finit de termes, l'arrel quadrada de dos apareix en diverses constants trigonomètriques:
| {\displaystyle \sin(5{\tfrac {5}{8}}^{\circ })={\frac {1}{2}}{\sqrt {2-{\sqrt {2+{\sqrt {2+{\sqrt {2}}}}}}}};} {\displaystyle \sin(11{\tfrac {1}{4}}^{\circ })={\frac {1}{2}}{\sqrt {2-{\sqrt {2+{\sqrt {2}}}}}};} {\displaystyle \sin(16{\tfrac {7}{8}}^{\circ })={\frac {1}{2}}{\sqrt {2-{\sqrt {2+{\sqrt {2-{\sqrt {2}}}}}}}};} {\displaystyle \sin(22{\tfrac {1}{2}}^{\circ })={\frac {1}{2}}{\sqrt {2-{\sqrt {2}}}};} {\displaystyle \sin(28{\tfrac {1}{8}}^{\circ })={\frac {1}{2}}{\sqrt {2-{\sqrt {2-{\sqrt {2-{\sqrt {2}}}}}}}};} | {\displaystyle \sin(33{\tfrac {3}{4}}^{\circ })={\frac {1}{2}}{\sqrt {2-{\sqrt {2-{\sqrt {2}}}}}};} {\displaystyle \sin(39{\tfrac {3}{8}}^{\circ })={\frac {1}{2}}{\sqrt {2-{\sqrt {2-{\sqrt {2+{\sqrt {2}}}}}}}};} {\displaystyle \sin(45^{\circ })={\frac {1}{2}}{\sqrt {2}};} {\displaystyle \sin(50{\tfrac {5}{8}}^{\circ })={\frac {1}{2}}{\sqrt {2+{\sqrt {2-{\sqrt {2+{\sqrt {2}}}}}}}};} {\displaystyle \sin(56{\tfrac {1}{4}}^{\circ })={\frac {1}{2}}{\sqrt {2+{\sqrt {2-{\sqrt {2}}}}}};} | {\displaystyle \sin(61{\tfrac {7}{8}}^{\circ })={\frac {1}{2}}{\sqrt {2+{\sqrt {2-{\sqrt {2-{\sqrt {2}}}}}}}};} {\displaystyle \sin(67{\tfrac {1}{2}}^{\circ })={\frac {1}{2}}{\sqrt {2+{\sqrt {2}}}};} {\displaystyle \sin(73{\tfrac {1}{8}}^{\circ })={\frac {1}{2}}{\sqrt {2+{\sqrt {2+{\sqrt {2-{\sqrt {2}}}}}}}};} {\displaystyle \sin(78{\tfrac {3}{4}}^{\circ })={\frac {1}{2}}{\sqrt {2+{\sqrt {2+{\sqrt {2}}}}}};} {\displaystyle \sin(84{\tfrac {3}{8}}^{\circ })={\frac {1}{2}}{\sqrt {2+{\sqrt {2+{\sqrt {2+{\sqrt {2}}}}}}}}.} |

### Altres propietats

La mida de l'angle i l'àrea del sector circular són igual quan el radi cònic té el valor d'arrel quadrada de dos. Aquest diagrama il·lustra les funcions circular i hiperbòlica en funció de les àrees dels sectors u

La meitat de l'arrel de dos, que és també el seu invers, té un valor aproximat de 0.707106781186548. És una quantitat recurrent en geometria i trigonometria perquè és el valor de cadascuna de les components del vector unitari que té un angle de 45° entre els dos eixos:
{\displaystyle \left({\frac {\sqrt {2}}{2}},{\frac {\sqrt {2}}{2}}\right).}
Aquest nombre satisfà:
{\displaystyle {\tfrac {1}{2}}{\sqrt {2}}={\sqrt {\tfrac {1}{2}}}={\frac {1}{\sqrt {2}}}=\cos(45^{\circ })=\sin(45^{\circ }).}
Una altra propietat interessant de l'arrel quadrada de dos és la següent:
{\displaystyle \!\ {1 \over {{\sqrt {2}}-1}}={\sqrt {2}}+1}
ja que {\displaystyle ({\sqrt {2}}+1)({\sqrt {2}}-1)=2-1=1.} Això està relacionat amb les propietats del nombre platejat, 
L'arrel quadrada de dos té també una altra propietat singular que només comparteix amb el número 1 que és que el seu exponencial infinit és igual al seu quadrat. En altres paraules, per c≥1, s'estableix x1 =c i es defineix xn+1=cxn anomenarem f(c) al límit de la sèrie quan n' tendeixi a infinit:
{\displaystyle \lim _{n\to \infty }x_{n}=f(c)}
Llavors, l'arrel quadrada de dos és l'únic nombre (a part de l'1) que compleix que f(c)=c₂, o expressat de manera simbòlica:
{\displaystyle {\sqrt {2}}^{({\sqrt {2}}^{({\sqrt {2}}^{(\ \cdot ^{\cdot ^{\cdot })))}}}}=2.}
L'arrel de dos també es pot expressar en termes de la unitat imaginària {\displaystyle i} utilitzant només arrels quadrades i operacions aritmètiques:
{\displaystyle {\frac {{\sqrt {i}}+i{\sqrt {i}}}{i}}{\text{ o bé }}{\frac {{\sqrt {-i}}-i{\sqrt {-i}}}{-i}}}
La sèrie de nombres n tals que els primers n dígits decimals de l'arrel quadrada de dos formen un nombre primer són:
{\displaystyle 55,97,225,11260,11540}
La següent sèrie mostra la primera posició en què es troba cada nombre n= 0, 1, 2... en l'expansió decimal de l'arrel quadrada de dos començant a comptar en l'1:
{\displaystyle 14,1,5,7,2,8,9,12,19,\dots }
La següent sèrie mostra la posició (sense tenir en compte el número 1 a l'esquerra de la coma) de la primera aparició de n dígits n consecutius, on n és l'ordinal de l'element dins de la sèrie. Per exemple, a₂ mostra la posició que ocupa el primer 22 en l'expansió decimal de l'arrel quadrada de dos.
{\displaystyle 2,114,1481,3308,72459,226697,969836,119555442,2971094743}
Aquest tipus de sèries reben el nom de seqüència de Earls i no són estrictament decreixents. Existeixen per totes les costants irracionals.

## Algorisme computacional
Existeixen molts algorismes usats en l'aproximació de l'arrel quadrada de 2. El més comú dels algorismes de computadores o calculadores és el denominat mètode babilònic de càlcul d'arrels quadrades, que és també un dels molts emprats per al càlcul d'altres arrels quadrades. El mètode ja era conegut per Heró d'Alexandria el segle i. Funciona de la següent manera:
Es pren en primer lloc un valor arbitrari, que denominarem {\displaystyle F_{0}}; aquesta primera aproximació no importa gaire, només és considerada com un punt d'inici en l'algorisme i afecta quantes iteracions ha de fer l'algorisme fins a obtenir l'aproximació amb la precisió requerida. Llavors, fent servir aquesta suposició inicial, es procedeix a iterar obtenint els nous valors a partir de:
{\displaystyle F_{n+1}={\frac {F_{n}+{\frac {2}{F_{n}}}}{2}}}
Com més iteracions es facin mitjançant l'algorisme (és a dir, com més termes de la sèrie s'obtinguin o com més gran sigui el subíndex n), s'obtindrà una millor aproximació del valor real de l'arrel quadrada de dos.
L'any 1997, el valor de {\displaystyle {\sqrt {2}}} va ser calculat mitjançant aquest algorisme fins a 137.438.953.444 xifres decimals per l'equip de Yashumasa Kanada. D'entre les constants matemàtiques amb xifres no periòdiques, només el nombre π ha estat calculat amb millor precisió.

## Càlcul de √2

### Fracció contínua
Partint de: 
{\displaystyle {\sqrt {2}}=1+({\sqrt {2}}-1)}
es pot deduir una primera aproximació d'√2. Es pot escriure aquest resultat sota la forma: 
{\displaystyle {\sqrt {2}}=1+({\sqrt {2}}-1)=1+{\frac {1}{\left({\cfrac {1}{{\sqrt {2}}-1}}\right)}}}
Per productes notables, es té: 
{\displaystyle {\frac {1}{{\sqrt {2}}-1}}={\sqrt {2}}+1}
i llavors: 
{\displaystyle {\sqrt {2}}=1+{\frac {1}{{\sqrt {2}}+1}}=1+{\frac {1}{{\color {red}2}+{\sqrt {2}}-1}}=1+{\frac {1}{{\color {red}2}+{\cfrac {1}{{\sqrt {2}}+1}}}}}
I, si es negligeix el terme √2-1 en la penúltima expressió, sobté com a valor de l'aproximació 3/2 = 1,5. El raonament es repeteix idènticament i s'obté: 

## Doblar un quadrat

Construcció d'un quadrat d'àrea 2

La qüestió de la duplicació del quadrat correspon a la construcció d'un quadrat d'àrea doble de la d'un quadrat donat. Es parteix d'un quadrat d'àrea 1 i s'intenta, doncs, construir un quadrat d'àrea 2. Per definició, el quadrat d'àrea 1 té un costat de longitud 1, i el quadrat d'àrea 2 té la mateixa àrea que dos quadrat d'àrea 1.
Existeixen dos mètodes simples en la duplicació del quadrat. El més directe consisteix a estudiar la figura de l'esquerra. El quadrat de costat la unitat està format per 2 triangles rectangles iguals, mentre que el de costat anotat √2 està format per exactament quatre triangles del mateix tipus; és, doncs, d'àrea doble al primer. Una altra manera de veure-ho és mitjançant el teorema de Pitàgores. La hipotenusa d'un triangle rectangle isòsceles de catet la unitat té un valor d'arrel de dos. Aquesta hipotenusa és el costat del quadrat gran. L'àrea d'un quadrat és igual al quadrat del costat. L'àrea del quadrat gran és, per tant, igual a √2², és a dir igual a 2.

Duplicació del quadrat mitjançant el cercle

Existeix una altra manera, gràcies a l'ajuda del cercle, de duplicar un quadrat sense canviar-ne l'orientació. A la figura de la dreta el quadrat gran té una superfície doble a la del quadrat petit. Per veure-ho clar només cal fer girar el quadrat petit una vuitena part d'una volta. La raó dels costats d'aquest quadrat és, doncs, √2.
Més tard, aquest dibuix seduirà nombrosos arquitectes com Andrea Palladio a la seva Villa Capra o a l'Església Rodona de Preslav construïda l'any 908. Es troba també al claustre de la Catedral de Saint-Étienne de Cahors, on la superfície del pati interior és igual a la superfície de la galeria que l'envolta, o en el llibre de Villard de Honnecourt.
La qüestió de duplicar el quadrat va ser fàcilment resolta, però llavors, a l'Antiga Grècia va aparèixer la pregunta que la seguia de manera natural: es podria fer el mateix amb un cub? És a dir, es podria dibuixar l'aresta d'un cub que tingués el doble del volum d'un cub donat? Fins al segle xix no es va poder demostrar que aquest dibuix és impossible amb regle i compàs.

## Demostracions d'irracionalitat
A continuació es mostren algunes de les nombroses demostracions del fet que l'√2 és un nombre irracional. Moltes d'elles es generalitzen substituint √2 per √n on el nombre natural n no és un quadrat perfecte. Algunes són reformulacions amb els conceptes matemàtics i el llenguatge actual de demostracions antigues.
Sovint segueixen procediment de reducció a l'absurd, suposant que √2 és, contràriament, un nombre racional, és a dir, que es pot escriure de la forma p/q, per certs enters q>0 i p. Posteriorment s'arriba a una contradicció a la hipòtesi inicial (√2 = p/q), que també s'escriu com p² = 2q².

### Per paritat
Es parteix de la hipòtesi que {\displaystyle \scriptstyle {\sqrt {2}}} és un nombre racional, és a dir, que es pot expressar com una fracció de nombres enters. Per tant, existeixen dos nombres enters positius p i q que compleixen que:
{\displaystyle {\frac {p}{q}}={\sqrt {2}}}
Llavors {\displaystyle \scriptstyle {\sqrt {2}}} pot ser escrit com el valor d'una fracció irreduïble (en què el numerador i denominador no tenen divisors comuns) p/q de tal manera que p i q són nombres primers entre si, i:
{\displaystyle {\left({\frac {p}{q}}\right)}^{2}=2\quad \rightarrow \quad p^{2}=2q^{2}}
Per tant, p² és un nombre parell, ja que és igual a 2q². Per tant, p és un nombre parell (ja que els nombres parells només poden tenir arrels quadrades parelles). Atès que p és parell, llavors existeix un nombre r tal que 2r=p. Complint-se doncs la igualtat:
{\displaystyle ({2r})^{2}=2q^{2}\quad \rightarrow \quad 4r^{2}=2q^{2}\quad \rightarrow \quad 2r^{2}=q^{2}}
D'on es dedueix que q també és un nombre parell, cosa que contradiu la premissa segons la qual p i q són primers entre ells. En tenir el 2 com a comú divisor, la fracció de p/q no és irreduïble, i per tant, {\displaystyle \scriptstyle {\sqrt {2}}} no pot ser expressada com a quocient de dos nombres enters primers entre ells. L'arrel quadrada de dos no és, per tant, un nombre racional.
Aquesta insinuació va ser insinuada per Aristòtil en els seus Prior Analytics. Va aparèixer per primer cop com a demostració completa en els Elements d'Euclides com a proposició 117 del llibre X. Tanmateix, des de principis del segle xix els historiadors han considerat que la demostració era una interpolació i que per tant no es pot atribuir a Euclides.

### Per subtraccions recíproques
Aquesta demostració es basa en la reducció a l'absurd. Es parteix del fet que {\displaystyle \scriptstyle {\sqrt {2}}} és un nombre racional i que per tant es pot expressar com a fracció de dos nombres enters positius que anomenarem p i q. Es compleix, per tant, que:
{\displaystyle {\sqrt {2}}={\frac {p}{q}}\quad \rightarrow \quad 2=\left({\frac {p}{q}}\right)^{2}\quad \rightarrow \quad 2q^{2}=p^{2}}
Si es resta p q a banda i banda d'aquest últim resultat i s'aplica la propietat distributiva, s'obté que:
{\displaystyle 2q^{2}-pq=p^{2}-pq\quad \rightarrow \quad q(2q-p)=p(p-q)\quad \rightarrow \quad {\frac {p}{q}}={\frac {2q-p}{p-q}}}
I com que p/q és igual a {\displaystyle \scriptstyle {\sqrt {2}}}, llavors:
{\displaystyle {\sqrt {2}}={\frac {2q-p}{p-q}}}
Llavors, com que se sap que p/q és igual a l'arrel de dos:
{\displaystyle 1<\left({\frac {p}{q}}\right)^{2}<4\quad \rightarrow \quad 1<{\frac {p}{q}}<2\quad \rightarrow \quad q<p<2q\quad \rightarrow \quad 0<p-q<q}
on en el primer pas s'ha fet l'arrel, en el segon s'ha dividit per q i en el tercer s'hi ha restat q.
Així queda demostrat que p-q és més petit que q, i que numerador i el denominador de la segona fracció igualada a {\displaystyle \scriptstyle {\sqrt {2}}} són més petits que p i q respectivament. Aquest procediment es pot seguir tants cops com es vulgui, i en cada iteració s'obtenen valors pel numerador i el denominador més petits que en la fracció anterior, creant dues successions infinites estrictament decreixents que han de ser per força naturals. Com que això és impossible perquè tota successió infinita estrictament decreixent acabarà tenint valors no naturals, queda demostrat que {\displaystyle \scriptstyle {\sqrt {2}}} és un nombre irracional.

### Argument geomètric
Es fonamenta en el mètode de descens infinit. És una construcció geomètrica clàssica de regle i compàs, que prova el teorema d'una manera molt similar a com ho feien els geòmetres grecs.
Sigui ABC un triangle rectangle isòsceles amb hipotenusa de longitud m i catets de longitud n, pel teorema de Pitàgores, n²+n²=m²; 2n²=m²;  {\displaystyle \scriptstyle {\sqrt {2}}} = m/n.
Suposem que m i n són nombres enters.
Es tracen els arcs BD i 'CE amb centre en el punt A. S'uneix DE. Llavors es té que AB=AD, AC=AE i l'angle ∠BAC coincideix amb ∠DAE. Per tant, els triangles ABC i ADE són congruents en tenir dos costats igual i l'angle comprès també.
Com que ∠EBF és un angle recte i ∠BEF és la meitat d'un recte, BEF és també un triangle rectangle isòsceles. Es compleix que BE=BF=m-n. Raonant anàlogament, FDC és també un triangle rectangle isòsceles, amb catets DF=DC=m-n i amb hipotenusa FC=n-(m-n)=2n-m, que són nombres també enters i menors que n i m respectivament. En ser ABC i FDC dos triangles semblants es pot repetir l'anterior procés de forma recurrent i es continuen obtenint triangles semblant de mides cada cop més petites. Amb les longituds de les hipotenuses i amb la dels catets, s'obtenen dues successions de nombres enters estrictament decreixents que no són finites, la qual cosa és impossible perquè si n i m són enters ha d'existir una fracció irreductible. Aquesta condició porta a concloure que la suposició que m i n són enters és falsa i que {\displaystyle \scriptstyle {\sqrt {2}}} no pot ser una fracció {\displaystyle \textstyle {\frac {m}{n}}} amb m i n enters, per tant, {\displaystyle \scriptstyle {\sqrt {2}}} ha de ser un nombre irracional

### Demostració gràfica

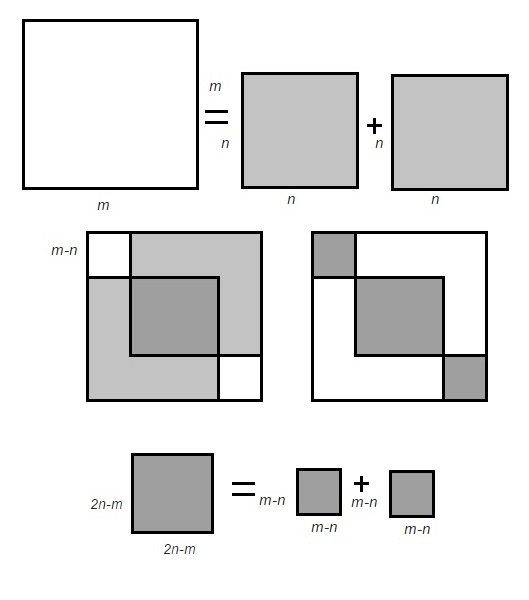
Demostració de la irracionalitat de l'arrel quadrada de dos per Alexander J. Hahn

Es parteix de la premissa que l'arrel de dos és un nombre racional, és a dir, que es compleix que:
{\displaystyle {\sqrt {2}}={\frac {m}{n}}\quad \rightarrow \quad 2={\frac {m^{2}}{n^{2}}}\quad \rightarrow \quad 2n^{2}=m^{2}}
On la fracció m/n és una fracció irreduïble (m i n són primers entre ells). Llavors, com s'indica en la imatge, el quadrat de m és igual a dues vegades el quadrat de n.
En posar els dos quadrats petits en els extrems oposats del quadrat gran, es tindrà que els dos quadrats petits se superposen en el quadrat central i deixen dos quadrats de costat m-n buits. Per tant, l'àrea del quadrat central, de costat 2n-m, haurà de ser el doble de l'àrea d'un dels quadrats de costat m-n. Expressat matemàticament:
{\displaystyle {(2n-m)}^{2}=2{(m-n)}^{2}\rightarrow \quad 2={\frac {{(2n-m)}^{2}}{{(m-n)}^{2}}}\rightarrow \quad }
{\displaystyle {\sqrt {2}}={\frac {2n-m}{m-n}}}
En aquest últim pas s'ha obtingut una fracció que és igual a l'arrel quadrada de dos on, tant numerador com denominador, són enters més petits que els originals, contradient la premissa inicial.
Vist d'una altra manera, aquest procediment es podria aplicar un nombre infinit de cops, obtenint dues sèries d'enters infinites estrictament decreixents (la de numeradors i la de denominadors). Com que és impossible l'existència d'una sèrie infinita d'enters estrictament negatius, llavors queda demostrada la irracionalitat de l'arrel quadrada de dos.
Aquesta demostració s'atribueix al matemàtic americà Alexander J. Hahn.

### Mitjançant el nombre platejat
Si l'arrel de dos és un nombre racional, llavors δs = 1 + √2 també ho és. Aquest nombre rep el nom de nombre platejat. Llavors es tindrà que:
{\displaystyle \delta _{s}={\frac {p}{q}}}
per p i q nombres enters i q mínim. Llavors es té que:
{\displaystyle 1<{\sqrt {2}}<2\quad \rightarrow \quad 2<\delta _{s}<3\quad \rightarrow \quad 2q<p<3q\quad \rightarrow \quad 0<p-2q<q}
Clarament:
{\displaystyle \delta _{s}(\delta _{s}-2)=({\sqrt {2}}+1)({\sqrt {2}}-1)=1}
i llavors:
{\displaystyle {\frac {1}{\delta _{s}}}=\delta _{s}-2={\frac {p}{q}}-2={\frac {p-2q}{q}}\quad \quad {\text{i per tant}}\quad \quad \delta _{s}={\frac {q}{p-2q}}}
La restricció {\displaystyle p-2q<q} contradiu la premissa segons la qual q té un valor mínim.

### Pel teorema fonamental de l'aritmètica
Aquest argument parteix del teorema fonamental de l'aritmètica segons el qual per tot nombre enter a diferent de 0, 1 i -1 existeixen nombres primers positius p1,...pn tals que a= ± p1 · p₂ ·...·pn i són únics llevat de l'ordre.
La parella (p, q) tals que p²=2q², sent aquest cop arbitraris (per exemple, p i q no necessàriament mínims) la contradicció ve del fet que en la descomposició en producte de factors primers, p² té un nombre parell de factors, i 2q² té un nombre imparell. Una variant consisteix a comptar únicament els factors iguals a 2. Aquest argument es pot generalitzar al cas de l'arrel quadrada d'un nombre enter qualsevol que no sigui un quadrat perfecte.

### Demostració de Conway i Guy
Aquesta demostració es generalitza per tot nombre primer N. Es parteix que N té una arrel racional, i que llavors:
{\displaystyle {\frac {B}{A}}={\sqrt {N}}\quad \rightarrow \quad {\frac {B^{2}}{A^{2}}}=N\quad \rightarrow \quad {\frac {B}{A}}=N{\frac {A}{B}}\quad \rightarrow \quad {\frac {B/N}{A}}={\frac {A}{B}}}
partint de A i B nombres primers entre ells i A mínim. Si ara se substitueix B/N per a i A per b s'obté:
{\displaystyle {\frac {a}{A}}={\frac {b}{B}}\quad \rightarrow \quad {\frac {b}{a}}={\frac {B}{A}}={\sqrt {N}}}
on b=A és més petit que B i, per tant, a és més petit que A. Es contradiu, doncs, la premissa segons la qual el valor d'A era mínim.

### Expressió decimal
Una altra demostració que es pot extrapolar a arrels d'altres enters no quadrats perfectes és la que proposa l'informàtic americà Alan Cooper, segons la qual en elevar un nombre decimal finit al quadrat mai no desapareix la part decimal. Això es veu més clar quan s'observa l'últim dígit decimal diferent de 0. Aquest dígit és l'únic responsable que el quadrat del nombre sigui també un nombre decimal, i, per tant, no pugui ser igual a un nombre enter.
L'argument es pot generalitzar i arribar a la conclusió que l'arrel d'un nombre enter positiu mai no serà un nombre racional decimal. O bé serà un enter, o bé serà un nombre irracional.

### Per màxim comú divisor
Clarament:
{\displaystyle 1^{2}<2<2^{2}}
Com que 2 es troba entre dos quadrats d'enters seguits, la seva arrel no pot ser un nombre enter. Se suposa ara que l'arrel de dos és racional, i llavors:
{\displaystyle {\sqrt {2}}={\frac {m}{n}},\quad \quad 1>n>m>2n;\quad \quad m,n\in \mathbb {N} }
Llavors com que m és més gran que n, es pot escriure:
{\displaystyle m=n+r,\quad \quad n>r,\quad \quad r\in \mathbb {N} }
Es defineix doncs:
{\displaystyle {\sqrt {2}}={\frac {n+r}{n}};\quad \quad g=mcd(n,r);\quad \quad n=gs,\quad \quad r=gt;}
{\displaystyle \quad {\text{amb}}\quad s>t;\quad \quad mcd(s,t)=1;\quad \quad g,s,t\in \mathbb {N} }
on mcd fa referència al màxim comú divisor. Noti's que, en ser diferent d'1 el màxim comú divisor de n i r llavors m i n no són necessàriament nombres primers entre ells, ja que poden tenir de divisor comú g diferent d'1. Llavors, dividint entre g tots els elements de la fracció, es té que: 
{\displaystyle {\sqrt {2}}={\frac {s+t}{s}}}
S'ha obtingut una nova expressió en fracció de l'arrel de dos, on clarament s és més petit que n (en ser s divisor de n) i s+t és més petit que m (en ser m igual a n+r, i ser s divisor de n i t divisor de r). S'han obtingut, per tant, dos valors més petits dels quals es partia, i en poder-se repetir aquest procediment infinites vegades, es poden obtenir dues sèries d'enters infinites i estrictament decreixents, suposició absurda.
Aquesta demostració és una adaptació de la proposada per Amrik Singh Nimbran l'any 2014.

### Per tenir fracció contínua infinita
Se sap que si {\displaystyle [a_{0};a_{1},a_{2}\dots ]} és una fracció contínua infinita amb ak>0 i k≥1, llavors el seu valor és un nombre irracional. A més, cada nombre irracional x té una única expansió en fracció contínua infinita.

### Per congruències
Se sap que en elevar un nombre n al quadrat s'obté un nombre que o bé és divisible per 3, o bé és de la forma 3k+1 (n² és congruent o bé amb 1 o bé amb 0 mòdul 3). Això depèn de si el n és divisible per 3. Si l'arrel de dos és un nombre racional, es pot expressar com la fracció irreduïble de dos enters tals que es compleix que:
{\displaystyle a^{2}=2b^{2}}
Llavors a banda i banda de la igualtat no hi pot haver el mateix residu en dividir per 3. S'analitzen a continuació els diferents casos:
- {\displaystyle a^{2}\equiv 0{\pmod {3}};\quad b^{2}\equiv 0{\pmod {3}}\quad \rightarrow \quad .} Llavors a i b són divisibles per 3 i no són primers entre ells.

- {\displaystyle a^{2}\equiv 0{\pmod {3}};\quad b^{2}\equiv 1{\pmod {3}}\quad \rightarrow \quad .} Llavors el 2b² és congruent a 2 mòdul 3 i no pot ser igual a a².

- {\displaystyle a^{2}\equiv 1{\pmod {3}};\quad b^{2}\equiv 0{\pmod {3}}\quad \rightarrow \quad .} Llavors a² no pot ser igual a 2b² perquè a² i 2b² tenen residus diferents en ser dividits per 3.

- {\displaystyle a^{2}\equiv 1{\pmod {3}};\quad b^{2}\equiv 1{\pmod {3}}\quad \rightarrow \quad .} Llavors a² no pot ser igual a 2b² perquè a² i 2b² tenen residus diferents en ser dividits per 3.

Aquesta demostració es deu al matemàtic argentí Enzo Gentile (1928-1991)

### Aritmètica modular
Gustave Robson va publicar una breu demostració seguida de la següent observació:"La següent demostració va ser inventada per Robert James Gauntt l'any 1952, quan era estudiant de primer any a Purdue. No vaig ser capaç de convèncer-lo de publicar ell mateix la seva demostració."
L'equació {\displaystyle a^{2}=2b^{2}} no pot tenir una solució no trivial en enters perquè, en base 3, l'últim dígit diferent de 0 d'un quadrat ha de ser 1, mentre que l'últim dígit diferent de 0 del doble d'un quadrat és sempre 2.

## Construccions geomètriques

### Construcció d'√2 amb regle i compàs

Construcció amb regle i compàs

Com totes les arrels quadrades de nombres enters, √2 és construïble amb regle i compàs; tot i així, no és el cas de l'arrel cúbica de 2, per exemple.
Tingui el segment donat AB longitud unitat, a continuació es tenen els passos a seguir per construir un segment de longitud √2 amb un regle no graduat i un compàs:
1. Trobar el punt B', simètric a B, fent un arc C1 des del punt A de radi AB i prolongant el costat AB.
2. Traçar la mediatriu [AH] del costat [BB']
  - Traçar un arc C₂ de centre B i radi r>AB.
  - Traçar l'arc C₃ de centre B' i radi r igual al radi usat en el pas anterior. Tallarà l'arc C₂ en el punt H.
  - La distància entre el punt B i el punt C (intersecció de l'arc C1 i [AH]) és igual a l'arrel de 2.

### Construcció de l'√2 només amb compàs

Construcció només amb compàs

Com tot nombre construïble amb regle i compàs, i segons el teorema de Mohr-Mascheroni, √2 és construïble només amb regle. Un possible procediment a seguir en la construcció és:
1. Partint del segment AB de longitud la unitat, traçar els següents arcs de radi AB:
  - L'arc C1 de centre A.
  - L'arc C₂ de centre B, que tallarà C1 en dos punts, sigui G un d'ells.
  - L'arc C₃ de centre G, que tallarà C1 en dos punts, B i H.
  - L'arc C₃ de centre H, que tallarà C1 en dos punts, G i I.
2. Construir un trianlge ABC que tindrà d'hipotenusa BC=√3 i de catets AB=1 i AC= √2 (Teorema de Pitàgores):
  - Traçar l'arc C₅ de centre I i de radi IG.
  - Traçar l'arc C₆ de centre B i radi BH (=IG), que tallarà C₅ en el punt C.

La longitud del segment AC té una longitud igual a l'√2.

## Mètodes numèrics d'aproximació
√2 val aproximadament 1,414 213 562 373 095 048 801 688 724 209 698 078 569 671 875 376 948 073 176 679 737 990 732 478 462 107 038 850 387 534 327 641 572 7
El càlcul d'un valor aproximat a √2 ha estat durant segles una quimera matemàtica. Aquesta recerca ha permès perfeccionar els algorismes de càlcul d'extracció d'arrels quadrades. En informàtica, aquesta recerca es fa per tal d'optimitzar aquests algorismes i reduir el temps de càlcul i el consum de memòria.
Els mètodes numèrics d'aproximació que es presenten a continuació són destinades al càlcul d'un nombre significatiu de xifres decimals. Es basen generalment en successions convergents de nombres racionals. Les millors aproximacions per sèries racionals del tipus pn/qn donrn un error de l'ordre de 1/qn².

### Mètodes de convergència lineal
Mètode de Teo d'Esmirna
Es deuen al matemàtic grec Teó d'Esmirna les sèries (pn) i (qn) definides per les recurrències:
{\displaystyle p_{n+1}=p_{n}+2q_{n};\quad p_{0}=1;}
{\displaystyle q_{n+1}=p_{n}+q_{n};\quad q_{0}=1;}
Els termes de les sèries tenen valors enters estrictament positius, atès que són estricatament creixents, complint que:
{\displaystyle p_{n}^{2}-2q_{n}^{2}=\left(-1\right)^{n}\left(p_{0}^{2}-2q_{0}^{2}\right)}
de manera que pn/qn tendeix a √2 per valors grans de n.
No se sap si la intenció de Teó d'Esmirna era la de calcular un valor aproximat a l'arrel de 2.
Aquest algorisme també és anomenat de vegades algorisme de Bhaskara-Brouncker.
Solucions a l'equació diofàntica a²− 2b² = k
Les solucions enteres de l'equació a² − 2b² = k són generades a partir de la iteració: 
{\displaystyle a_{m+1}=3a_{m}+4b_{m}}
{\displaystyle b_{m+1}=2a_{m}+3b_{m}}
a partir dels valors inicials (a0, b0) = (1, 1) per k = −1 i (3, 2) per k = 1.
a partir dels valors inicials(a0, b0) = (1, 1) per k = −1 i (3, 2) per k = 1.
Aquest mètode és deduït del de Teó: cada iteració d'aquesta correspon a dues de la de Teó. Per tant, an /bn
tendeix linealment a l'√2.
Les primeres solucions són: 
- k = −1 : (1, 1), (7, 5), (41, 29), (239, 169), (1393,985),
- k = 1 : (3, 2), (17, 12), (99, 70), (577, 408), (3363, 2378).

Les dues aproximacions en negreta van ser utilitzades pels agrimensors antics:
- 28 : 20 (o 7 : 5) amb un error relatiu del –1,0051%, va ser breument usada a principis del tercer mil·lenni abans de Crist pels egipcis antics.
- 99 : 70 amb un error relatiu de +0,0051%, al llarg de la història i en molts països en la triangulació racional del quadrat segons els agrimensors.

Mètode de Teó generalitzat
Es donen a i b obtinguts mitjançant el mètode de Teó que són, doncs, solucions d'una de les dues equacions diofàntiques 2b²=a²–k, amb k=±1 i K>1. Es pot, llavors escriure:
{\displaystyle {\sqrt {2}}={\frac {a}{b}}{\sqrt {\frac {K}{(K+k)}}}}
Les sèries pn i qn definides per:
{\displaystyle p_{n+1}=(2K+k)p_{n}+2Kq_{n},\quad p_{0}=1;}
{\displaystyle q_{n+1}=(2K+2k)p_{n}+(2K+k)q_{n},\quad q_{0}=1.}
verifiquen que:
{\displaystyle (K+k)p_{n+1}^{2}-Kq_{n+1}^{2}=(K+k)p_{n}^{2}-Kq_{n}^{2}=\dots =k;}
llavors, de la mateixa manera que més amunt, la sèrie pn/qn convergeix a {\displaystyle \scriptstyle {\sqrt {K/(K+k)}}}=(b/a){\displaystyle \scriptstyle {\sqrt {2}}}. A més, si k=1, aquesta sèrie és creixent i s'apropa a aquest valor per defecte; i si k=-1, és decreixent i s'apropa doncs al valor per excés.
Es pot utilitzar aquesta relació per estimar l'error, que ve donat per:
{\displaystyle \epsilon _{n+1}\approx \epsilon _{n}{(4K+3k)}^{-2}}
és un augment si k=1. La convergència és doncs lineal: es guanya una xifra decimal de la constant per a cada iteració.
Aquest mètode correspon a una generalització del mètode del paràgraf anterior al radical {\displaystyle \scriptstyle {\sqrt {K/(K+k)}}}. Per valor molt gran de K, la sèrie (qn) creix més ràpidament, perquè la convergència és accelerada.
| Iteració | Valor fraccionari                     | Decimals exactes                     |
| 0        | 1                                     | 1                                    |
| 1        | 19.601/13.860                         | 1,414 213 56                         |
| 2        | 22.619.537/15.994.428                 | 1,414 213 562 373 09                 |
| 3        | 26.102.926.097/18.457.556.052         | 1,414 213 562 373 095 048 80         |
| 4        | 30.122.754.096.401/21.300.003.689.580 | 1,414 213 562 373 095 048 801 688 72 |
Desenvolupament en fracció contínua
Un altre mètode consisteix a aproximar b√2 - a per la seva fracció contínua generalitzada per valors de a i b solucions de l'equació diofàntica 2b² = a² – k, amb k = ± 1 : 
{\displaystyle b{\sqrt {2}}-a=\left[0;-k,2a;-k,2a;-k,2a\dots \right]}
és aproximat amb l'ajuda de la sèrie (pn/qn) determinada per la relació de recurrència:
{\displaystyle p_{n+1}=q_{n}}
{\displaystyle q_{n+1}=2aq_{n}+kp_{n}}
L'error verifica asimptòticament:
{\displaystyle \epsilon _{n+1}<{\frac {\left|b{\sqrt {2}}-a\right|}{({2a-1})\epsilon _{n}}}}
| Iteració | Valor fraccionari                    | Decimals exactes                    |
| 0        | 1                                    | 1                                   |
| 1        | 114.243/80.782                       | 1,414 213 562                       |
| 2        | 54.608.393/38.613.965                | 1,414 213 562 373 09                |
| 3        | 26.102.926.097/18.457.556.052        | 1,414 213 562 373 095 048 80        |
| 4        | 12.477.253.282.759/8.822.750.406.821 | 1,414 213 562 373 095 048 801 688 7 |
Desenvolupament en sèrie entera
Es donen a i b solucions de l'equació diofàntica 2b²=a²–k=K, amb k=±1. Es pot, llavors escriure {\displaystyle \scriptstyle {\sqrt {K/(K+''k'')}}} com a suma d'una sèrie a través del desenvolupament en sèrie de potències enteres de (1+z)-1/2:
{\displaystyle {\sqrt {\frac {\mathrm {K} }{\mathrm {K} +k}}}=1-{\frac {1}{2}}{\frac {k}{\mathrm {K} }}+{\frac {1\times 3}{2\times 4}}\left({\frac {k}{\mathrm {K} }}\right)^{2}-{\frac {1\times 3\times 5}{2\times 4\times 6}}\left({\frac {k}{\mathrm {K} }}\right)^{3}+\dots }

Amb K = 50, i llavors {\displaystyle \scriptstyle {\sqrt {2}}} = (7/5){\displaystyle \scriptstyle {\sqrt {50/49}}}, els primers termes de la sèrie són particularment simples, com ja va notar Leonhard Euler, el 1755:
{\displaystyle {\sqrt {2}}={\frac {7}{5}}\left(1+{\frac {1}{100}}+{\frac {1\times 3}{1\times 2}}10^{-4}+{\frac {1\times 3\times 5}{1\times 2\times 3}}10^{-6}+\dots \right)=1,4+0,014+0,00021+0,0000035+\dots }
| Iteració          | Valor fraccionari                                                                          | Decimals exactes                                         |
| {\displaystyle 0} | {\displaystyle 1}                                                                          | {\displaystyle 1}                                        |
| {\displaystyle 1} | {\displaystyle {\frac {239}{169}}}                                                         | {\displaystyle 1,4142}                                   |
| {\displaystyle 2} | {\displaystyle {\frac {6238763163557}{4411471739168}}}                                     | {\displaystyle 1,41421356237309}                         |
| {\displaystyle 3} | {\displaystyle {\frac {712741258857407103}{503984177369508992}}}                           | {\displaystyle 1,414213562373095048}                     |
| {\displaystyle 4} | {\displaystyle .\quad {\frac {325705649507622468308893}{230308673437608741128192}}\quad .} | {\displaystyle .\quad 1,414213562373095048801688\quad .} |
Dicotomia
És possible aproximar el valor d'arrel de 2 mitjançant el mètode de bisecció. El mètode consisteix en un algoritme de recerca d'arrels que treballa dividint l'interval a la meitat i seleccionant el subinterval que conté l'arrel. Aquest mètode és de convergència lineal lenta, ja que es guanyen només tres decimals per a cada deu iteracions.

### Mètodes de convergència quadràtica
El mètode de Newton aplicat a la funció arrel quadrada permet calcular el valor aproximat de √2 de manera iterativa amb una convergència quadràtica, és a dir doblant el nombre de xifres significatives per a cada iteració. La recurrència té la forma:
{\displaystyle u_{n+1}={\frac {u_{n}}{2}}+{\frac {1}{u_{n}}}}
Aquest algoritme es diu mètode d'Héron o mètode babilònic, ja que sembla que va ser aquest el que van utilitzar els babilonis per trobar els valors aproximats de les arrels quadrades.
Si es vol aproximar el valor d'√2 a fraccions successives p/q a partir dels valors inicials p0=1 i q0=1, les recurrències de numerador i denominador són:
{\displaystyle p_{n+1}=p_{n}^{2}+2q_{n}^{2}}
{\displaystyle q_{n+1}=2p_{n}q_{n}}
| Iteració | Valor fraccionari         | Decimals exactes          |
| 0        | 1/1                       | 1                         |
| 1        | 3/2                       | 1                         |
| 2        | 17/12                     | 1,41                      |
| 3        | 577/408                   | 1,41421                   |
| 4        | 665857/470832             | 1,41421356237             |
| 5        | 886731088897/627013566048 | 1,41421356237309504880168 |
L'any 2006, després que el seu ordinador treballés durant 13 dies, Shigeru Kondo va obtenir un resultat de l'arrel quadrada de dos amb dos-cents mil milions de decimals usant aquest algorisme. Només per a imprimir tots els dígits haurien calgut 100 milions de fulls de paper.

### Mètodes cúbics

#### Mètode de Halley
Un exemple de mètode cúbic s'obté a partir de la iteració de Halley. Es busca el zero de la funció ƒ(x ) = x² − 2 utilitzant les dues primeres derivades. La solució iterativa és:
{\displaystyle x_{n+1}={\frac {x_{n}(x_{n}^{2}+6)}{3x_{n}^{2}+2}}}
si definim:xn = pn/qn :
{\displaystyle p_{n+1}=p_{n}\left(p_{n}^{2}+6q_{n}^{2}\right)}
{\displaystyle q_{n+1}=q_{n}\left(3p_{n}^{2}+2q_{n}^{2}\right)}
Aquest mètode és de convergència cúbica, és a dir, per cada iteració el nombre de decimals exactes es triplica.
| Iteració | Valor fraccionari            | Decimals exactes                                                                    |
| 0        | 1                            | 1                                                                                   |
| 1        | 7/5                          | 1,4                                                                                 |
| 2        | 1.393/985                    | 1,414 213                                                                           |
| 3        | 10.812.186.007/7.645.370.045 | 1,414 213 562 373 095 048                                                           |
| 4        | —                            | 1,414 213 562 373 095 048 8 016.887.242.096.980.785.000 718.753.769.480.731.800.000 |

#### Mètode de Householder
La iteració de Householder aplicada a ƒ(x ) = 1/x ² − 1/√2 dona una sèrie convergent a 1/√2 :
{\displaystyle x_{n+1}=x_{n}+\left({\frac {x_{n}}{8}}\right)\left({\frac {2x_{n}^{2}-1}{6x_{n}^{2}-7}}\right)}

#### Producte infinit
També existeix un mètode d'aproximació mitjançant un producte infinit. De manera general, l'arrel quadrada de z es pot expressar com:
{\displaystyle {\sqrt {2}}=\left(1+{\frac {2}{h_{1}}}\right)\left(1+{\frac {2}{h_{2}}}\right)\left(1+{\frac {2}{h_{3}}}\right)\left(1+{\frac {2}{h_{4}}}\right)\dots }
on:
{\displaystyle h_{n+1}={\frac {4z}{z-1}}h_{1}^{2}h_{2}^{2}\dots h_{n}^{2}-3}
Explícitament, tenim:
{\displaystyle h_{1}={\frac {z+3}{z-1}},\quad h_{2}={\frac {z^{3}+33z^{2}+27z+3}{(z-1)}}}
{\displaystyle h_{3}={\frac {z^{9}+315z^{8}+6084z^{7}+37212z^{6}+87390z^{5}+87642z^{4}+37044z^{3}+6156z^{2}+297z+3}{{(z-1)}^{9}}}\quad \dots }
En particular, quan z=2:
{\displaystyle {\sqrt {2}}=\left(1+{\frac {2}{5}}\right)\left(1+{\frac {2}{197}}\right)\left(1+{\frac {2}{7761797}}\right)\left(1+{\frac {2}{467613464999866416197}}\right)\dots }
La convergència és ràpida (ja que és cúbica).

### Mètodes d'ordre superior
S'utilitza un mètode de Newton modificat per trobar el zero de la funció ƒ(x ) = 1/x ² − 1/2. Aquesta dona la sèrie recurrent següent:
{\displaystyle x_{n+1}=x_{n}+{\frac {x_{n}}{16}}\left(8h_{n}+6h_{n}^{2}+5h_{n}^{3}\right)}
amb:
{\displaystyle h_{n}=1-{\frac {x_{n}^{2}}{2}}}
Aquest mètode és de convergència quàrtica, és a dir de grau 4. El nombre de xifres significatives correctes es quadruplica a cada iteració.
| Iteració | Valor fraccionari                               | Decimals exactes                                                                        |
| 0        | 3/2                                             | 1                                                                                       |
| 1        | 23.169/2¹⁴                                      | 1,414                                                                                   |
| 2        | 57.367.317.478.181.000.000.000.000.000.000/2105 | 1,414 213 562 373 09                                                                    |
| 3        | [...]                                           | 1,414 213 562 373 09 5.048.801.688.724.209 6.980.785.696.718.753 76.948.073.176.679.740 |
Existeixen mètodes d'aproximació d'ordre superior, especialment mitjançant els mètodes de Householder.

## Altres constants relacionades

### Constant de Gelfond-Schneider
La constant de Gelfond-Schneider, també anomenada nombre de Hilbert és igual a:
{\displaystyle 2^{\sqrt {2}}=2.6651441426902251886502972498731\ldots ,}
que és un nombre transcendent, segons va demostrar el matemàtic rus Rodion Kuzmin l'any 1930. L'any 1934, Alexander Gelfond va demostrar mitjançant el teorema de Gelfond-Schneider, el cas general de potències elevades a nombres irracionals algebraics, solucionant part del setè dels problemes de Hilbert. Rep el nom dels matemàtics Theodor Schneider i Alexander Gelfond.
La constant de Gelfond-Schneider té com a fracció contínua és:
{\displaystyle 2^{\sqrt {2}}=[2;1,1,1,72,3,4,1,3,2,1,1,1,14,1,2,1,1,3,1,3,...]}
L'arrel quadrada d'aquesta constant té un valor de:
{\displaystyle {\sqrt {2}}^{\sqrt {2}}\approx 1.632526919438\dots }

### Nombre platejat
El nombre platejat (δs) és una constant matemàtica que ve definida com:
{\displaystyle \delta _{s}=1+{\sqrt {2}}}
Té la peculiaritat de tenir com a únic coeficient en la representació de fracció contínua el nombre 2, és a dir:
{\displaystyle \delta _{S}=2+{\cfrac {1}{2+{\cfrac {1}{2+{\cfrac {1}{2+\ddots }}}}}}\,.}
És un nombre irracional algebraic arrel del polinomi:
{\displaystyle ({x-1})^{2}-2=0}

### Proporció cordovesa
Un rectangle cordovès de costats {\displaystyle L_{1}{\text{ i }}L_{2}} és aquell que compleix que:
El valor d'aquesta proporció és, aproximadament d'1,306562964 i és la denominada proporció cordovesa (o proporció humana). Aquesta proporció matemàtica sorgeix com la relació entre el radi de la circumferència circumscrita a l'octàgon regular i el seu costat. Tenint en compte la relació és molt fàcil construir un rectangle cordovès, només cal fer la bisectriu d'un angle recte i es tindrà que el costat obtingut entre el radi és la proporció cordovesa. El valor d'aquesta proporció és inferior a la proporció àuria.
L'arquitecte cordovès Rafael de La Hoz (1924-2000), en el seu estudi de les raons entre les dimensions de la Mesquita de Còrdova i en altres dissenys àrabs de la ciutat andalusa, es va trobar de manera reiterada aquesta proporció i va ser ell mateix qui la va batejar com la raó cordovesa.

### Constant de Gauss
La constant de Gauss, anotada G, és una constant que es defineix com el nombre invers de la mitjana aritmètico-geomètrica entre 1 i l'arrel de 2.
{\displaystyle G={\frac {1}{\mathrm {agm} (1,{\sqrt {2}})}}={\frac {4{\sqrt {2}}\,({\tfrac {1}{4}}!)^{2}}{\pi ^{3/2}}}\approx 0.8346268\dots .}
La seva fracció contínua és:
{\displaystyle G=[0,1,5,21,3,4,14,1,1,1,1,1,3,1,15,1,3,8,36,1,2,5,2,\dots .]}
Està relacionada amb les constants de la lemniscata i apareix en diverses identitats matemàtiques singulars. El matemàtic rus Yuri Nesterenko va demostrar la seva transcendència l'any 1992.

### Constant parabòlica universal

La constant parabòlica universal (P) és una constant matemàtica que ve definida com la raó, per a qualsevol paràbola, entre la longitud d'arc del segment parabòlic format amb el latus rectum i el paràmetre focal. En el dibuix, la longitud d'arc és la part vermella; el latus rectum és la corda paral·lela a la directriu que passa a través del focus, pintada de color blau; i el paràmetre focal ve definit com la distància entre el focus i la directriu, pintat de color verd.
El valor de P és:
{\displaystyle P=\ln(1+{\sqrt {2}})+{\sqrt {2}}\approx 2.29558714939\dots }

### Constant de Grothendieck
La constant de Grothendieck, anotada kR ve definida com:
{\displaystyle k_{R}={\frac {\pi }{2\ln {(1+{\sqrt {2}})}}}\approx 1.78221397819136\dots }

### Angle màgic

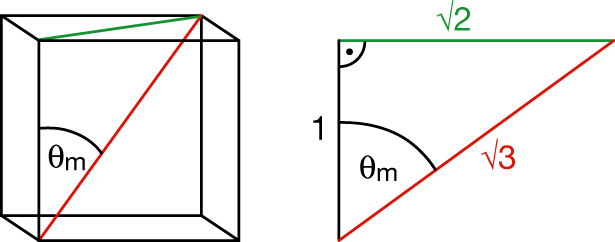
Angle màgic

L'angle màgic (θm) és un angle definit amb precisió. El cosinus d'aquest angle és una solució del polinomi de Legendre de segon ordre ({\displaystyle P_{2}(\cos \theta _{m})=0\,}).
{\displaystyle \theta _{m}={\rm {{arctan}{\sqrt {2}}={\rm {{arccos}{\frac {1}{\sqrt {3}}}\approx 0.95532rad\approx 54.7^{\circ }}}}}}
on arcos i arctan són les funcions inverses al cosinus i a la tangent respectivament. Aquesta constant té aplicacions en medicina.

### Constant deliana
Si elevem l'arrel quadrada de dos a 2/3, obtindrem l'arrel cúbica de 2, també anomenada, constant deliana:
{\displaystyle {\sqrt {2}}^{\frac {2}{3}}=2^{{\frac {1}{2}}{\frac {2}{3}}}=2^{\frac {1}{3}}={\sqrt[{3}]{2}}}
És una constant que apareix en el problema de la duplicació del cub com la raó entre l'aresta d'un cub i l'aresta d'un cub de volum la meitat. El seu valor és: 
{\displaystyle {\sqrt[{3}]{2}}=1,2599210498948\dots }
i la seva fracció contínua és: 
{\displaystyle {\sqrt[{3}]{2}}=[1;3,1,5,1,1,4,1,1,8,1,14,1,10,\dots ]}
La constant deliana no és un nombre euclidià però és un nombre algebraic de grau 3. La constant es coneix des de l'antiguitat i deu el seu nom a la llegenda que va donar origen al problema de la duplicació del cub, que, de fet, també es diu problema de Delos. Els habitants de la ciutat de Delos s'havien vist afectats per una epidèmia, i l'oracle de Delfos havia requerit la construcció d'un altar del doble del volum del que existia a la ciutat.

## Identitats notables
L'arrel quadrada de dos apareix també en diverses identitats singulars:
{\displaystyle n!\sim {\sqrt {2}}{\sqrt {\pi n}}\left({\frac {n}{e}}\right)^{n}\!} (aproximació de Stirling)
{\displaystyle \pi ={\frac {\Gamma \left({1/4}\right)^{4/3}\mathrm {agm} (1,{\sqrt {2}})^{2/3}}{2}}\!} (on agm és la Mitjana aritmètico-geomètrica)
{\displaystyle {\sqrt {2}}={\frac {\pi }{\displaystyle \int _{0}^{1}{\frac {dx}{\sqrt {1-x^{4}}}}}}-1}
{\displaystyle \int _{-\infty }^{\infty }x^{2(n+1)}e^{-x^{2}/2}\,dx={\frac {(2n+1)!}{2^{n}n!}}{\sqrt {2\pi }}\quad n=0,1,2,\ldots }
{\displaystyle \int _{0}^{\infty }{\frac {\sin x}{\sqrt {x}}}\ dx=\int _{0}^{\infty }{\frac {\cos x}{\sqrt {x}}}\ dx={\frac {\sqrt {\pi }}{\sqrt {2}}}}
Fórmules derivades de la fórmula de Bailey-Borwein-Plouffe:
{\displaystyle \pi {\sqrt {2}}\ =\ \sum _{k=0}^{\infty }{\frac {(-1)^{k}}{8^{k}}}\left({\frac {4}{6k+1}}+{\frac {1}{6k+2}}+{\frac {1}{6k+3}}\right)=\ 4\sum _{k=0}^{\infty }({-1})^{k}\left({\frac {1}{4k+1}}+{\frac {1}{4k+3}}\right)=}
{\displaystyle ={\frac {1}{64}}\ \sum _{k=0}^{\infty }{\frac {(-1)^{k}}{512^{k}}}\left({\frac {256}{8k+1}}+{\frac {64}{6k+3}}+{\frac {64}{18k+5}}-{\frac {32}{18k+7}}-{\frac {8}{18k+9}}-{\frac {8}{18k+11}}+{\frac {4}{18k+13}}+{\frac {1}{18k+15}}+{\frac {1}{18k+17}}\right)=}
{\displaystyle =\ 4\sum _{k=0}^{\infty }({-1})^{k}\left({\frac {1}{12k+1}}+{\frac {1}{12k+3}}-{\frac {1}{12k+5}}-{\frac {1}{12k+7}}+{\frac {1}{12k+9}}+{\frac {1}{12k+11}}\right)}

## √2 en altres àmbits

### Arquitectura

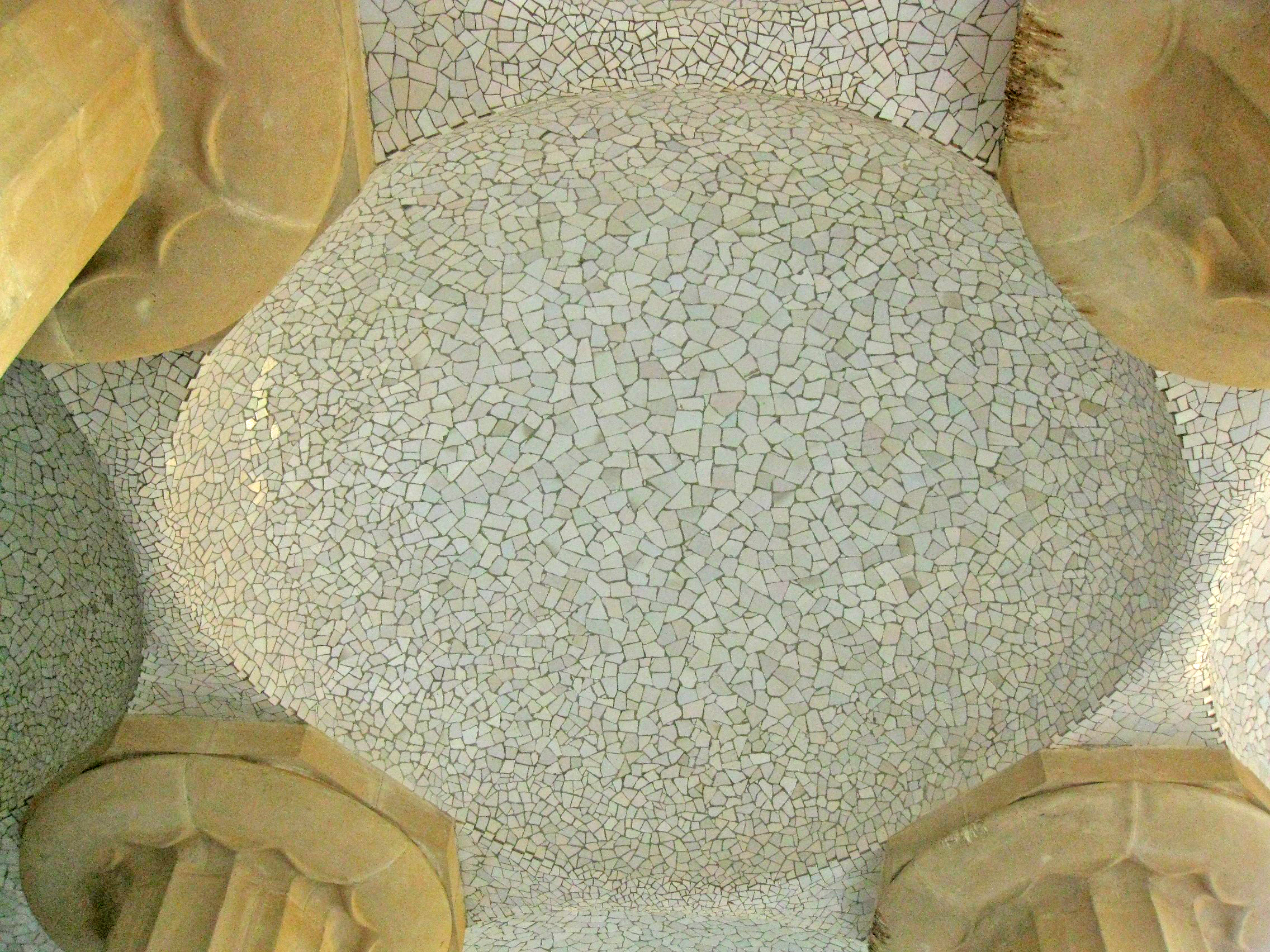
Detall del sostre de trencadís de la Sala de les Cent Columnes
Les columnes estan situades en els centres de les quadrícules, per tant les diferents distàncies entre les columnes tenen una raó d'arrel de dos

Com a proporció recurrent en geometria, l'arrel de 2 apareix amb freqüència en l'arquitectura. Un exemple d'això el trobem al Park Güell de Barcelona, obra de l'arquitecte Antoni Gaudí. Entre la natura del parc, l'arquitecte va crear una sèrie d'espais singulars integrats a la perfecció. L'element principal de la composició és la sala hipòstila, coneguda amb el nom de Sala de les Cent Columnes. Les columnes semblen estar desordenades de manera irregular, però en realitat amaguen un secret matemàtic basat en l'arrel quadrada de 2. Gaudí va col·locar els centres superiors de les columnes en els vèrtexs d'una quadrícula obliqua.

### Astrofísica
En astrofísica, es defineix la velocitat d'un cos en una òrbita circular com:
{\displaystyle v={\sqrt {GM \over {r}}}}
on G és la constant de la gravitació, M és la massa de l'astre que crea el camp gravitatori i r és la distància entre el centre de masses del cos i l'astre respecte al qual s'orbita.
Un altre concepte relacionat és el de la velocitat d'escapament (ve), que es defineix com la velocitat mínima que un cos necessita per poder escapar de l'atracció del camp gravitatori. Ve definida com:
{\displaystyle v_{e}={\sqrt {\frac {2GM}{r}}}={\sqrt {2}}{\sqrt {\frac {GM}{r}}}={\sqrt {2}}v}
Això vol dir que la velocitat d'escapament és exactament {\displaystyle {\sqrt {2}}} vegades la velocitat del cos quan es manté a una òrbita circular.

### Format del paper

La raó entre la longitud i l'amplada d'un full de format A és una bona aproximació de l'√2

Els formats de paper A, B i C estàndard ISO 216 van ser dissenyats per comprovar una propietat singular: un full tallat en dues parts iguals per la longitud, produeix dos fulls semblants a l'original; és a dir, amb la mateixa proporció entre els seus costats diferents. Sent l'àrea disminuïda en un factor de 2. Això només es dona quan la raó val √2; en la pràctica les dimensions són aproximades.
A continuació es mostren els valors aproximats dels formats de A0 a A6 en funció de √2.
| Format | Longitud (m)                                              | Amplada (m)                                               | Àrea (m²})                      |
| ------ | --------------------------------------------------------- | --------------------------------------------------------- | ------------------------------- |
| A0     | {\displaystyle {\sqrt {\sqrt {2}}}}                       | {\displaystyle {\frac {\sqrt {\sqrt {2}}}{\sqrt {2}}}}    | {\displaystyle 1}               |
| A1     | {\displaystyle {\frac {\sqrt {\sqrt {2}}}{\sqrt {2}}}}    | {\displaystyle {\frac {\sqrt {\sqrt {2}}}{2}}}            | {\displaystyle {\frac {1}{2}}}  |
| A2     | {\displaystyle {\frac {\sqrt {\sqrt {2}}}{2}}}            | {\displaystyle {\frac {\sqrt {\sqrt {2}}}{2{\sqrt {2}}}}} | {\displaystyle {\frac {1}{4}}}  |
| A3     | {\displaystyle {\frac {\sqrt {\sqrt {2}}}{2{\sqrt {2}}}}} | {\displaystyle {\frac {\sqrt {\sqrt {2}}}{4}}}            | {\displaystyle {\frac {1}{8}}}  |
| A4     | {\displaystyle {\frac {\sqrt {\sqrt {2}}}{4}}}            | {\displaystyle {\frac {\sqrt {\sqrt {2}}}{4{\sqrt {2}}}}} | {\displaystyle {\frac {1}{16}}} |
Les sèries B i C difereixen a la sèrie A amb un factor d'√√2 (~ 1,19) i √√√2 (~1,09) respectivament.
Els factors d'expansió del 200%, el 141%, el 71%, el 50% proposats per les fotocopiadores són aproximacions de (√2)n que permeten passar a formats superiors i inferiors, sigui físicament o per impressió de 2n pàgines per full.
Noti's que en matemàtiques, s'escriu de manera més còmoda {\displaystyle {\sqrt {\sqrt {2}}}={\sqrt[{4}]{2}}=2^{1/4}} i {\displaystyle {\sqrt {\sqrt {\sqrt {2}}}}={\sqrt[{8}]{2}}=2^{1/8}}.

### Música
La gamma de temperament igual es construeix així: la raó de proporció entre les freqüències de les notes extremes de l'octava i l'escala és dividida en dotze semitons sent la raó entre les freqüències de dues notes consecutives qualssevol ƒ. La raó de freqüències entre la nota més alta i la més baixa en una octava és doncs ƒ 12 que val, com s'indica a continuació, 2. El semitò té, doncs, una raó de ƒ = 21/12.
| do | do♯   | ré   | ré♯  | mi   | fa    | fa♯ | sol   | sol♯ | la   | la♯  | si     | do |
| 1  | 21/12 | 21/6 | 21/4 | 21/3 | 25/12 | √2  | 27/12 | 22/3 | 23/4 | 25/6 | 211/12 | 2  |
En aquest sistema, la Quarta augmenntada (Do-Fa♯) i la quinta disminuïda (Do-Sol♭) són iguals i valen sis semitons. Tenen un ratio de freqüències d'√2. En el cant gregorià s'utilitza aquest interval, el tríton. Tot i així, a finals de l'edat mitjana, l'interval és sistemàticament evitat perquè es considera massa dissonant. Va rebre, llavors, el nom de « Diabolus in Musica».

### Electricitat

Tensió sinusoidal : valor eficaç

En electricitat, la tensió eficaç Uef d'un corrent altern sinusoidal monofàsic (per exemple, els 110 V o els 220 V de corrent domèstic) està relacionada amb l'amplitud de la tensió màxima Umax segons:
Umax = Ueff√2, també anotat Û=U√2,
o, en les aplicacions més comunes:
Ueff = 0,7 Umax.
Aquesta expressió és vàlida en general, pels valors efiacaços de mides lineals d'una ona sinusoidal. Noti's també que:
20 log (U/√2) = 20 log U - 20 log √2 = 20 log U - log ((√2)20) = 20 log U - log 1.024 ≃ 20 log U - 3.
Es parla d'amplada de banda a -3 decibels.

### Fotografia

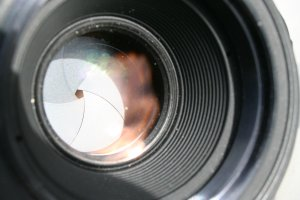
Diafragma controlant l'obertura d'una càmera de fotos

Les obertures de les càmeres fotogràfiques segueixen la seqüència normalitzada f/1,4, f/2 f/2,8 f/4 f/5,6 f/8 f/11 f/16 f/22, f/32, etc. La raó entre dues obertures consecutives és un valor proper a l'arrel de dos, que ha estat triat de tal manera que la raó de proporció del flux lluminós sigui del voltant de dos (ja que el flux és proporcional al quadrat del diàmetre). En disminuir l'obertura, es dobla el temps d'exposició necessària o disminueix amb un factor 2 la sensibilitat de la pel·lícula necessària.
A la pràctica, l'obertura indicada és un arrodoniment; l'obertura real pot estar més a prop de {\displaystyle {\sqrt {2}}}. Existeixen subdivisions en les càmeres modernes, sovint amb raons de proporció de {\displaystyle {\sqrt {\sqrt {2}}}} o de {\displaystyle {\sqrt {2}}^{\frac {1}{3}}}.

| Obertura | f/1,4 | f/2  | f/2,8 | f/4   | f/5,6 | f/8   | f/11 | f/16  | f/22  | f/32   |
| Diàmetre | d     | d/√2 | d/2   | d/2√2 | d/4   | d/4√2 | d/8  | d/8√2 | d/16  | d/16√2 |
| Flux     | I     | I/2  | I/4   | I/8   | I/16  | I/32  | I/64 | I/128 | I/256 | I/512  |

### Història
- Henderson, David W., Square Roots in the Sulbasutra
- Caveing, Maurice. Presses universitaires du Septentrion. La figure et le nombre. Recherches sur les premières mathématiques des Grecs, 1998, pàgs. 33-75. ISBN 978-2-85939494-3.
- Denis Daumas, « Sur la démonstration de l'irrationalité chez les grecs », in La démonstration mathématique dans l'histoire, Institut de recherche sur l'enseignement des mathématiques de Lyon
- Fowler, David. Clarendon Press (Oxford Science Publications). The Mathematics of Plato's Academy (en anglès), 1999. Fowler1999. ISBN 0 19 850258 3.
- Wilbur Richard Knorr. D. Reidel Publishing Company. The Evolution of the Euclidean Elements A Study of the Theory of Incommensurable Magnitudes and its Significance for Early Greek Geometry (en anglès), 1975, p. 374. Knorr1975. ISBN 90 277 0509 7.
- Studies on proportion theory and incommensurability (introduction) (en anglès). ISBN 978-90-481-5850-8..
- (anglès) Árpád Szabó, The Beginnings of Greek Mathematics, Springer, 1978 ISBN 978-9027708199.